# Бельченко, Евгения Ивановна
Евге́ния Ива́новна Бе́льченко (латыш. Jevģēnija Beļčenko; 2 апреля 1928, Псков, Ленинградская область — 15 июля 2020, Даугавпилс) — почётный железнодорожник, Герой Социалистического Труда (1966). Почётный гражданин города Даугавпилс (2005).

## Биография
Родилась в 1928 году в городе Пскове, в рабочей семье. Русская.
С началом Великой Отечественной войны семья Евгении не успела эвакуироваться и попала в оккупацию. За связь с партизанами Евгения и её отец были арестованы, но спустя месяц девушку отпустили. В марте 1944 года Евгения была отправлена на работы в Германию, однако на территории Латвии, в Даугавпилсе, ей удалось бежать.
После освобождения города от немецких войск Евгения стала работать помощницей дежурного по станции. Окончила курсы в городе Лиепая и вернулась в Даугавпилсское отделение Латвийской (с 1963 года — Прибалтийской) железной дороги, где работала оператором, дежурной по станции, поездным диспетчером, заместителем начальника отдела движения.
За выдающиеся успехи, достигнутые в выполнении заданий семилетнего плана, внедрение рационализаторских методов в комплектовании тяжеловесных поездов и организации грузовых перевозок, Указом Президиума Верховного Совета СССР от 4 августа 1966 года Бельченко Евгении Ивановне присвоено звание Героя Социалистического Труда с вручением ордена Ленина и золотой медали «Серп и Молот» (№ 12418).
После выхода на пенсию (1987) проживала в Даугавпилсе. Избиралась депутатом Даугавпилсского городского Совета, председателем женсовета города, занималась патриотическим воспитанием подрастающего поколения.
9 июня 2005 года, в рамках празднования 730-летия Даугавпилса, решением городской думы № 241 удостоена звания Почётного гражданина города.

## Награды
- Герой Социалистического Труда (1966)
- Орден Ленина (1966)
- Орден Отечественной войны 2-й степени (1985)
- Медаль «За трудовую доблесть» (1960)
- Знак «Почётному железнодорожнику»